# لونغ برايري (تود)
بلدة لونغ برايري، مقاطعة تود، ولاية مينيسوتا في الولايات المتحدة الأمريكية. ويبلغ عدد سكانها حسب إحصائيات عام 2000 حوالي 823 نسمة.

## الجغرافيا
تبلغ المساحة الإجمالية للبلدة حسب إحصائيات مكتب تعداد الولايات المتحدة 33.5 ميلاً مربعاً (86.8 كم²)، حيث تبلغ مساحة البلدة من اليابسة 33.1 ميلاً مربعاً (85.8 كم²) بينما تبلغ مساحتها من المسطحات المائية 0.4 ميلاً مربعاً (1.0 كم²) أي ما نسبته 1.13% من النسبة الكلية لمساحة البلدة.

## التركيبة السكانية
حسب إحصائيات عام 2000، بلغ عدد السكان 823 نسمة و 294 مسكن و 241 أسرة تقيم في البلدة. وتبلغ الكثافة السكانية 24.8 نسمة لكل ميل مربع (9.6 كم²). ومتوسط كثافة الوحدات السكنية 310 وحدات لكل 9.4 ميل² (3.6 كم²). وتتألف التركيبة السكانية للبلدة من 97.45% من البيض و0.12% من الأمريكيين الأفريقيين و0.12% من السكان الأمريكيين الأصليين و0.24% من الآسيويين و1.22% من أعراق أخرى و0.85% من عرقين أو أكثر. ويمثل العرق الهسباني أو اللاتيني من أي الأعراق ما نسبته 1.58% من مجموع السكان.
في البلدة 294 مسكن، 34.4% منها يوجد بها أبناء تحت سن 18 سنة ويشاركونهم المسكن، و75.5% نسبة الأزواج الذين يعيشون مع بعض ، و3.1% نسبة الإناث اللاتي يعشن في المساكن بدون تواجد ازواجهم، و18.0% نسبة الأشخاص الذين يعيشون بدون أسر، و16.3% نسبة الأشخاص الذين يعيشون وحدهم، و5.1% نسبة الأشخاص الذين يبلغ أعمارهم 65 سنة فأكثر ويعيشون في مساكن لوحدهم. ومتوسط عدد الأفراد في المسكن 2.80 فرد ومتوسط عدد الأفراد في الأسرة 3.12 فرد.
نسبة الأفراد الذين تقل أعمارهم عن 18 سنة هي 28.3%، ونسبة الأفراد الذين تكون أعمارهم ما بين 18 إلى 24 سنة هي 6.3%، ونسبة الأفراد الذين تكون أعمارهم ما بين 25 إلى 44 سنة هي 24.7%، ونسبة الأفراد الذين تكون أعمارهم ما بين 45 إلى 64 هي 26.7%، ونسبة الأفراد الذين تبلغ أعمارهم 65 سنة فأكثر هي 14.0%. ومتوسط العمر 40 سنة. ويقابل كل 100 أنثى 98.8 ذكراً. ويقابل كل 100 أنثى أعمارهن 18 وأكثر 104.2 ذكور.
يبلغ متوسط دخل المسكن في البلدة 44,792 دولاراً ومتوسط دخل الأسرة 53,077 دولاراَ. ويبلغ متوسط دخل الذكور 30,948 دولاراً مقابل 24,375 دولاراً متوسط دخل الإناث. نصيب الفرد من الدخل في البلدة هو 17,903 دولاراً . ويعيش حوالي 4.1% من الأسر و4.6% من السكان تحت خط الفقر متضمناً 4.9% منهم أشخاص أعمارهم تحت سن 18 سنة و9.5% أشخاص تبلغ أعمارهم 65 سنه أو أكثر.